# Xanthopimpla modesta
Xanthopimpla modesta är en stekelart som först beskrevs av Smith 1859.  Xanthopimpla modesta ingår i släktet Xanthopimpla och familjen brokparasitsteklar. Utöver nominatformen finns också underarten X. m. microcephala.